# Taqポリメラーゼ

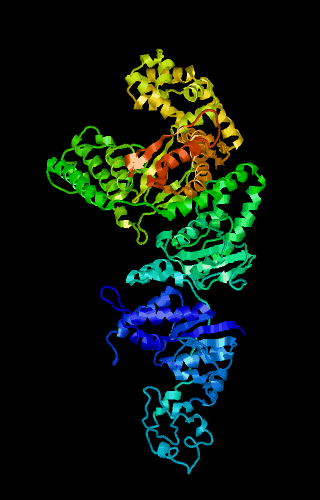
Taqポリメラーゼの構造

Taqポリメラーゼ (Taq polymerase) とは、好熱菌 Thermus aquaticus が産生するDNAポリメラーゼ（EC.2.7.7.7）である。90℃以上の高温でも比較的安定である（DNAポリメラーゼ活性は低下する）ため、PCRに利用されている。ちなみに、この酵素の名前は、産生菌の属名の頭文字と種小名の頭二文字 (Thermus aquaticus) に由来する。
Taqポリメラーゼは熱水噴出孔に生息している T. aquaticus から同定されたポリメラーゼである。このポリメラーゼはPCRのような熱を加える実験系に置いても構造が安定であり、変性状態になりにくい。

## 特徴
かつては入手できるポリメラーゼとしては正確性、反応速度とも優れており、PCRで用いられる標準的な酵素であった。しかし、より正確な複製を行うPfuポリメラーゼや、正確さ（Taq の50倍）と伸長反応の速さ(Pfuの10倍)を兼ね備えた Phusion DNA polymerase などが、現在市販されている。
Taqポリメラーゼが持つ欠点の一つに、複製における正確性が比較的弱いと言う事がいえる。DNA複製時に生じたミスマッチを校正するポリメラーゼの機構として3'→5'方向のエキソヌクレアーゼ活性が存在する（プルーフリーディング活性）。しかしTaqポリメラーゼはプルーフリーディング活性能力を欠くため、9000ヌクレオチドのうち1ヌクレオチドの割合でエラーを起こすと言われている。
Taqによって複製されたDNAは3'末端にA（アデニン）が突出している。TAクローニングは、この突出末端を利用する手法で、3'末端にT（チミン）の突出を持つベクターへTaqによって増幅されたPCR産物を制限酵素処理せず組換える手法である。

## 活性
pH 7.5 - 9.5、温度72℃で高い酵素活性を示す。DNA複製反応にはマグネシウムイオンが必須であり、一般的に2 mM 程度の塩化マグネシウムが含まれる緩衝液中で複製反応を行う。
カリウムイオンが酵素活性を高めることが知られており、50 mM 程度の塩化カリウムを緩衝液に加えることがあるが、75 mM 以上の塩化カリウム溶液は酵素活性を阻害する。塩化ナトリウムや、0.02 % キシレンシアノールは活性を阻害しない。
最適条件では、1秒間に30-100塩基の複製を行う。
Taqポリメラーゼの至適温度は75℃〜80℃と言われており、半減期は92.5℃では2時間、95℃では40分、97.5℃では9分である。また72℃で10秒間、酵素活性を調べた結果1000 bp のDNAを増幅する事ができる事が分かっている。